# 다비도프
다비도프(Davidoff)는 임페리얼 토바코 그룹의 담배 브랜드다. 독일 등 유럽 지역을 중심으로 판매되고 있으며 한국에서는 KT&G에서 임페리얼 토바코와 라이센스 계약을 맺고 생산하고 있다.

## 제품
2011년 현재 대한민국에서는 아래 제품이 판매되고 있다.
| 이름               | 규격       | 수량 | 출시 일자       | 판매 지역                 |
| ------------------ | ---------- | ---- | --------------- | ------------------------- |
| Davidoff Classic   | King(84mm) | 20   | 2010년 6월 9일  | 대한민국, 독일, 일본 등지 |
| Davidoff Rich Blue | King(84mm) | 20   | 2011년 2월 23일 | 대한민국, 독일, 일본 등지 |

## 같이 보기
- 담배
- 흡연